# Edgbaston

La circonscription électorale d'Edgbaston au sein de Birmingham.

Edgbaston est un quartier de la ville de Birmingham, au Royaume-Uni.

## Géographie
Edgbaston constitue l'une des onze subdivisions (Area committee) de la ville de Birmingham, ainsi qu'une circonscription électorale pour les élections législatives.

## Population
Edgbaston comptait 20 749 habitants au moment du recensement de 2001.

## Patrimoine
Edgbaston abrite entre autres les bâtiments de l'université de Birmingham et l'oratoire de Birmingham.

## Personnalités
Sont nés à Edgbaston :
- le Premier ministre Neville Chamberlain ;
- les écrivains Barbara Cartland et Constance Naden ;
- le musicien de rock Nick Mason.

Sont morts à Edgbaston :
- le cardinal John Henry Newman, le 11 août 1890 ;
- l'ingénieur Alec Issigonis, le 2 octobre 1988.

Les écrivains John Wyndham et J. R. R. Tolkien y ont chacun passé une partie de leur enfance.